# Cogépomi
Un Cogépomi est un COmité de GEstion des POissons MIgrateurs,,